# ГЕС Niúlùlǐng
ГЕС Niúlùlǐng (牛路岭水电站) — гідроелектростанція на півдні Китаю у острівній провінції Хайнань. Використовує ресурс із річки Fendjng, правої притоки Wanquan (впадає до Південнокитайського моря на південно-східному узбережжі острова, утворюючи спільний естуарій з річками  Longgun та Jiuqu).
У межах проекту річку перекрили бетонною гравітаційною греблею висотою 91 метр та довжиною 341 метра. Вона утримує водосховище з об'ємом 530 млн м3 (корисний об’єм 417,2 млн м3) та припустимим коливанням рівня поверхні у операційному режимі між позначками 80 та 105 метрів НРМ (під час повені рівень може зростати до 112 метрів НРМ, а об’єм – до 777,9 млн м3).
Пригреблевий машинний зал обладнали чотирма турбінами типу Френсіс потужністю по 20 МВт, які використовують напір у 61 метр та забезпечують виробництво 281 млн кВт-год електроенергії на рік.
Видача продукції відбувається по ЛЕП, розрахованій на роботу під напругою 110 кВ.